# Nicolas Bonnet (évêque)
Pour les articles homonymes, voir Nicolas Bonnet et Bonnet.
Nicolas Bonnet, né à Tréon le 25 mars 1721 et mort à Chartres le 12 novembre 1793, ecclésiastique, est évêque constitutionnel d'Eure-et-Loir de 1791 à 1793.

## Biographie
Nicolas Bonnet naît à Tréon près de Dreux en 1721. Il commence ses études à Dreux et les termine au séminaire Saint-Nicolas-du-Chardonnet à Paris avec le titre de docteur en théologie. Il revient enseigner au collège de Chartres en 1745 et est nommé curé de la paroisse Saint-Michel de Chartres en 1748 où il exerce pendant 42 ans.
Lors de la Révolution française l'évêque de Chartres Jean-Baptiste-Joseph de Lubersac refuse de prêter le serment exigé par la constitution civile du clergé et il est considéré comme démissionnaire. Nicolas Bonnet est élu le 13 février 1791 par l'assemblée départementale évêque constitutionnel du diocèse d'Eure-et-Loir, bien qu'il se réserve le droit de rendre le siège épiscopal à son titulaire si ce dernier le réclame. Il est sacré à Notre-Dame de Paris le 2 mars 1791. De retour dans son diocèse, il nomme vicaires épiscopaux les trois vicaires généraux de son prédécesseur.
Il ne joue qu'un rôle effacé et meurt à 72 ans le 12 novembre 1793. Il n'est pas remplacé, du fait de la suppression du culte promulguée par la Convention nationale.
Dans son testament en date du 10 mai 1793, il lègue notamment aux pauvres de sa paroisse la somme de 3.000 livres.